# Henri Martin (Maler)

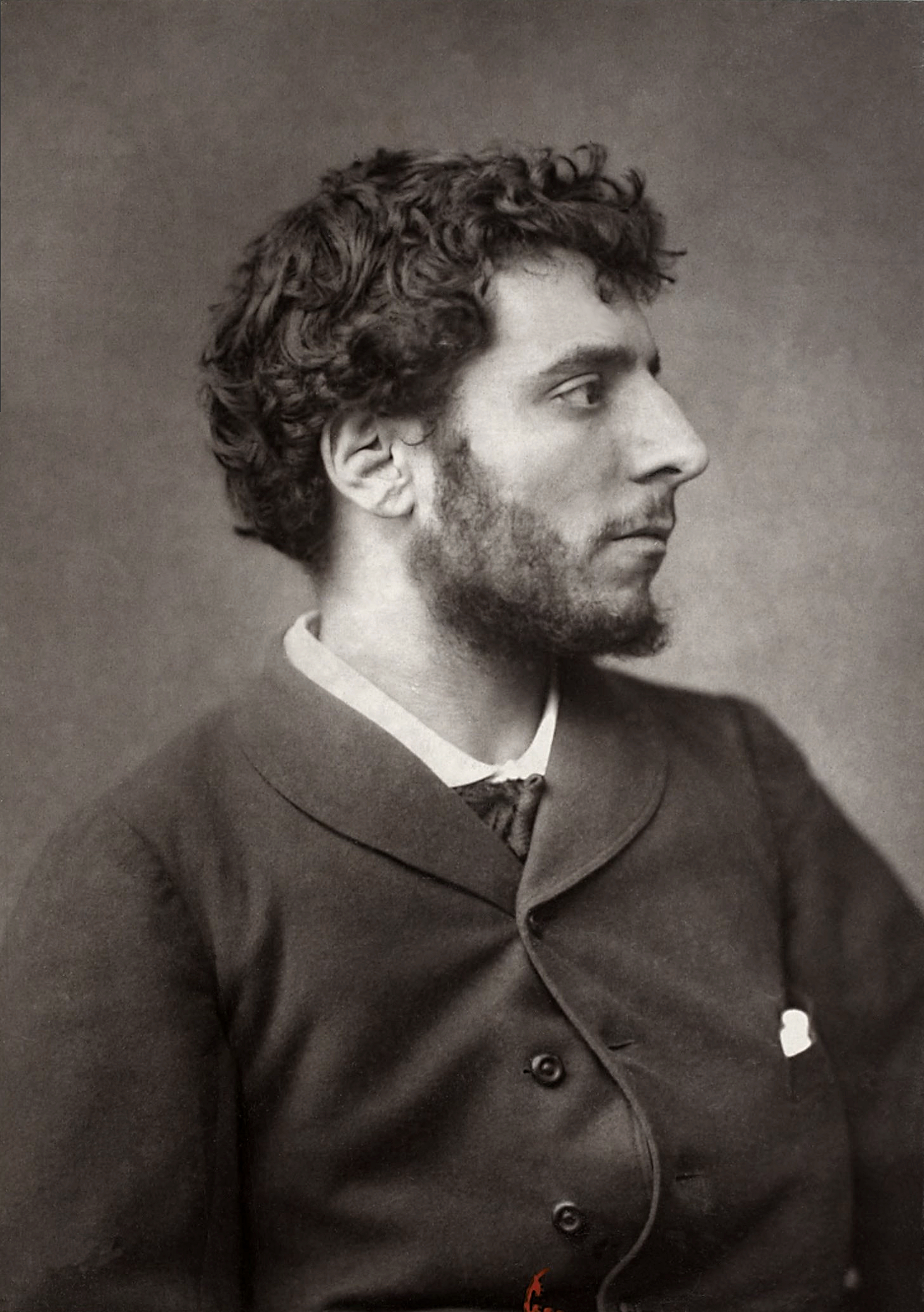
Henri-Jean Guillaume Martin (1882)

Henri Jean Guillaume Martin (* 2. August 1860 in Toulouse, Frankreich; † 12. November 1943 in Labastide-du-Vert, Frankreich) war ein französischer impressionistischer Maler.

## Werk
Henri Martin erfreute sich als Maler zu Lebzeiten großer Beliebtheit, obwohl sein Werk als Neo-Impressionist nicht als bahnbrechend gilt. Mit seinen Werken übte er Einfluss auf verschiedene Kunstrichtungen und deren Vertreter – vom Primitivismus über Divisionismus bis hin zum Symbolismus. Mit der Zeit entwickelte eine ganz eigene Malweise, welche die Konstruktion der Farbe in den Vordergrund stellte, mit einer eher impressionistischen Pinselführung, wobei er bei der Bildaufteilung zunehmend freie Flächen hervortreten ließ.

## Leben
Henri Martin (Henri-Jean Guillaume Martin) war der Sohn eines Toulouser Schreiners. Seine Mutter war italienischer Abstammung. Martin gelang es seinen Vater davon zu überzeugen, Künstler zu werden und studierte ab 1877 an der Toulouser Kunstakademie (École supérieure des beaux-arts de Toulouse) unter Jules Garipuy. 1879 konnte Henri Martin dank eines Stipendiums nach Paris gehen und bei Jean-Paul Laurens studieren. Bereits vier Jahre später erhielt er die erste Medaille beim Pariser Salon.
1885 erhielt Martin ein Stipendium für eine Studienreise durch Italien, wo er gemeinsam mit Edmond Aman-Jean und Ernest Laurent die Werke alter Meister wie Giotto oder Masaccio studierte und entwickelte dort seinen eigenen Stil, der sich durch kurze Pinselstriche auszeichnete.
1886 konnte er seine erste Ausstellung im Pariser Salon realisieren und erhielt dort 1889 für ein pointillistisches Gemälde die Goldmedaille. Im selben Jahr wurde er Mitglied der Ehrenlegion. Als Neo-Impressionist malte er ungewöhnlich große Bilder und erntete damit 1896 bei einer Einzelausstellung in der Pariser Galerie Mancini großen Beifall. Er erhielt Aufträge für Wandbilder für das Pariser Rathaus (1895) bzw. das Capitol in Toulouse (1903/1906) und gewann bei der Weltausstellung von 1900 für sein Werk den großen Preis. Zu jener Zeit schloss er auch Freundschaft mit Auguste Rodin. Henri Martin gab auch Unterricht an der Académie Vitti. 1917 wurde er als Nachfolger von Gabriel Ferrier in die Académie des Beaux-Arts gewählt. Die Königliche Akademie von Belgien nahm ihn 1921 als assoziiertes Mitglied auf.
Da er ein eher introvertierter Mensch war, entschloss sich Martin schließlich von Paris wegzuziehen. Nachdem er jahrelang nach einem idealen Ort gesucht hatte, kaufte er sich in Marquayrol ein Haus, das Labastide-du-Vert bei Cahors überblickte. In dieser neuen, ruhigen Umgebung schuf er seine besten Werke und verstarb dort 1943.

Les rêveurs Kapitol (Toulouse)